# Ule
Ule – skała we wsi Łutowiec w województwie śląskim, w powiecie myszkowskim, w gminie Niegowa. Pod względem geograficznym znajduje się na Wyżynie Mirowsko-Olsztyńskiej będącej częścią Wyżyny Krakowsko-Częstochowskiej.
Ule wraz ze Słoniem i Różową Ścianką tworzą zwartą grupę skał po wschodniej stronie zabudowań wsi, w odległości 75 m od polnej drogi. Ule znajdują się po zachodniej stronie tej grupy, od Słonia oddzielone są tylko szczeliną, od południowej strony w postaci komina, ku północnej coraz węższą (na mapie Geoportalu Ule i Słoń są zamienione miejscami). Zbudowane z wapienia skały znajdują się na terenie otwartym, ale stopniowo zarastającym drzewami i krzewami. Na wszystkich trzech skałach uprawiana jest wspinaczka skalna. Ule mają wysokość 7- 15 m i połogie, pionowe lub przewieszone ściany o wystawie zachodniej, południowej i wschodniej. Pierwsze ubezpieczone drogi powstały na nich w 1996 roku. Obecnie jest na Ulach 12 dróg wspinaczkowych o trudności IV– VI.3 w skali Kurtyki). Niemal wszystkie posiadają asekurację (w kominie brak asekuracji, wspinaczka przez zapieraczkę).

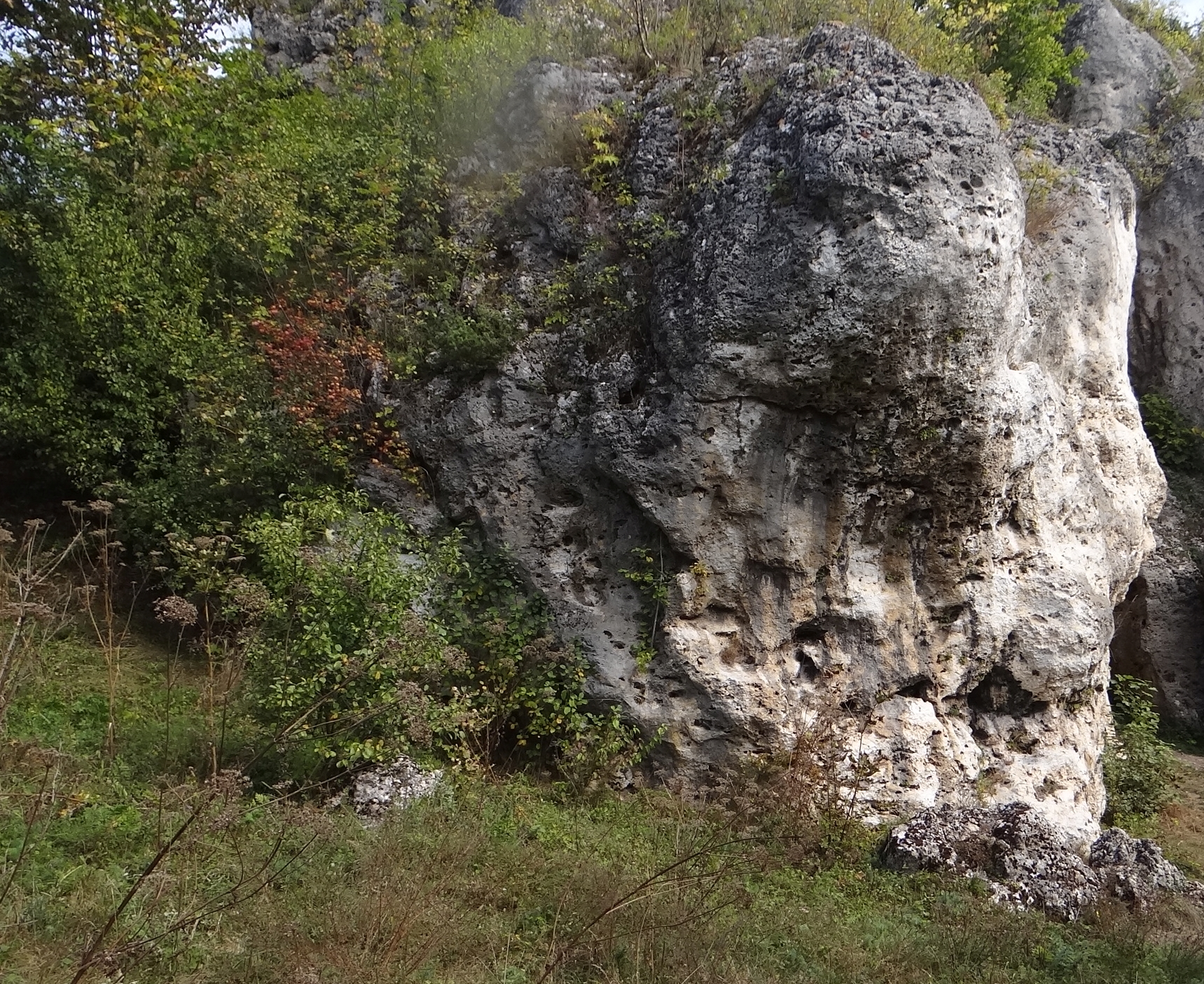
Ule od zachodu
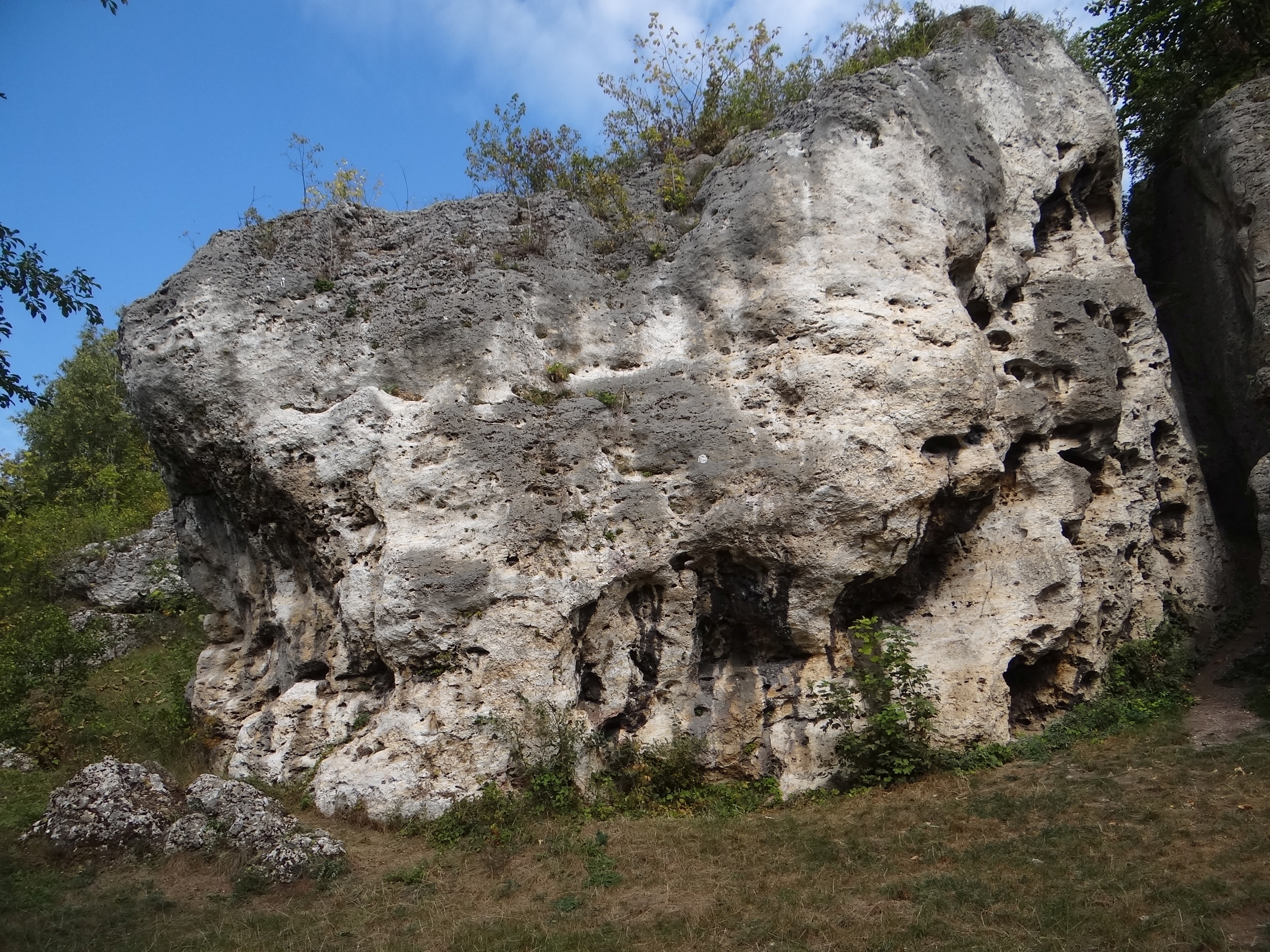
Ule od południowego wschodu
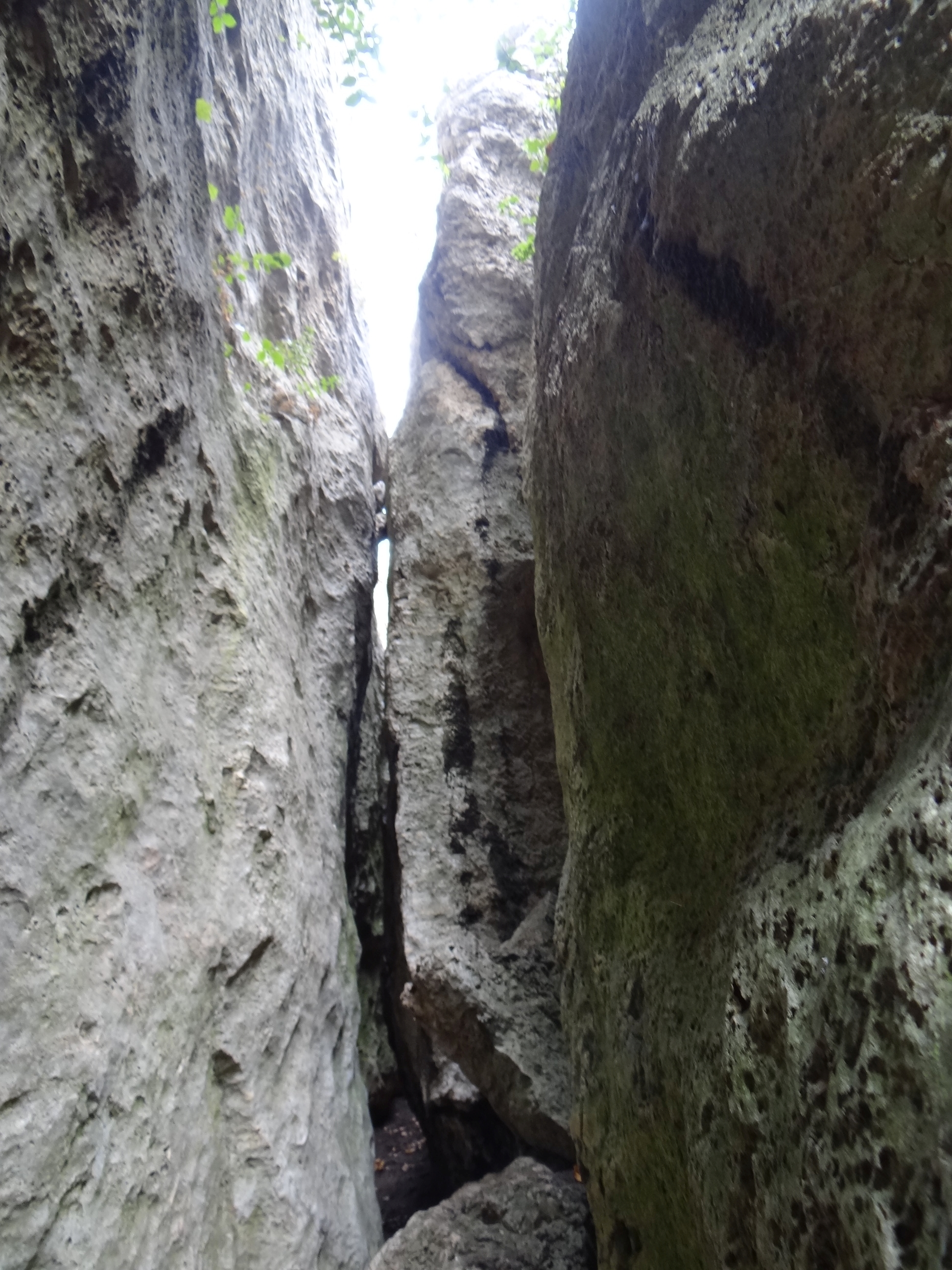
Komin między Ulami i Słoniem
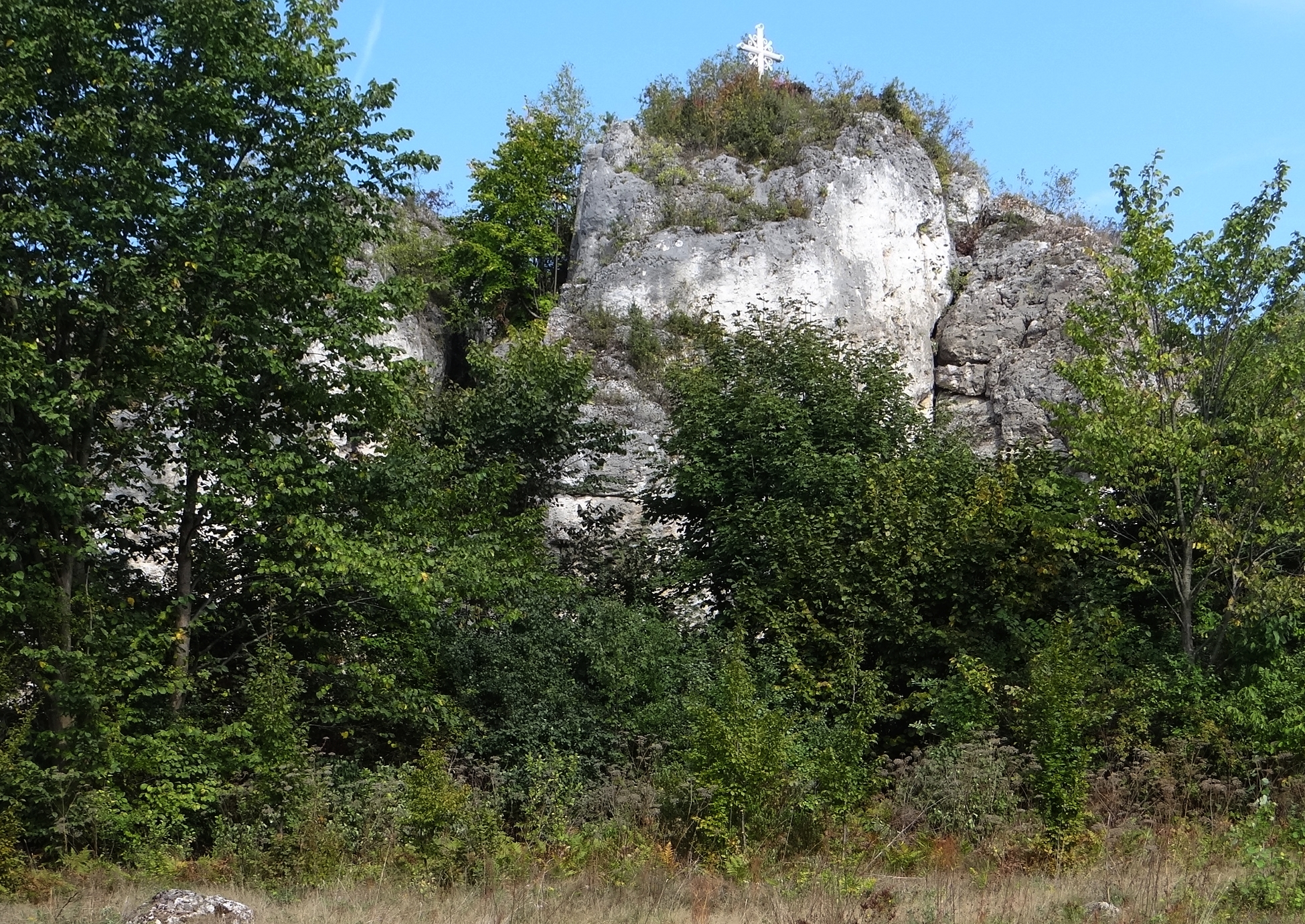
Ule, Słoń i Różowa Ścianka